# Prnjavor, Batočina
Prnjavor (izvirno srbsko Прњавор) je naselje v Srbiji, ki upravno spada pod Občino Batočina; slednja pa je del Šumadijskega upravnega okraja.

## Demografija
V naselju živi 171 polnoletnih prebivalcev, pri čemer je njihova povprečna starost 48,9 let (48,2 pri moških in 49,6 pri ženskah). Naselje ima 63 gospodinjstev, pri čemer je povprečno število članov na gospodinjstvo 2,78.
To naselje je, glede na rezultate popisa iz leta 2002, večinoma srbsko, a v času zadnjih treh popisov je opazno zmanjšanje števila prebivalcev.
|  |

| Demografija | Demografija     | Demografija     |
| Leto        | Št. prebivalcev | Št. prebivalcev |
| ----------- | --------------- | --------------- |
|             |                 |                 |
|             |                 |                 |
|             |                 |                 |
|             |                 |                 |
| 1948        | 376             |                 |
| 1953        | 357             |                 |
| 1961        | 335             |                 |
| 1971        | 292             |                 |
| 1981        | 262             |                 |
| 1991        | 211             | 201             |
| 2002        | 205             | 186             |
|             |                 |                 |

| Etnična sestava po popisu iz leta 2002 | Etnična sestava po popisu iz leta 2002 | Etnična sestava po popisu iz leta 2002 | Etnična sestava po popisu iz leta 2002 | Etnična sestava po popisu iz leta 2002 |
| -------------------------------------- | -------------------------------------- | -------------------------------------- | -------------------------------------- | -------------------------------------- |
| Srbi                                   | Srbi                                   |                                        | 184                                    | 98,92%                                 |
| Črnogorci                              | Črnogorci                              |                                        | 1                                      | 0,53%                                  |
| Neznano                                | Neznano                                |                                        | 0                                      | 0,0%                                   |